# Metropolia di Belgorod

Localizzazione dell'oblast' di Belgorod.

La metropolia di Belgorod (in russo: Белгородская митрополия) è una delle province ecclesiastiche che costituiscono la Chiesa ortodossa russa.
Istituita dal Santo Sinodo il 7 giugno 2012, comprende l'intera oblast' di Belgorod nella Russia occidentale ai confini con l'Ucraina nel circondario federale centrale.
È costituita da tre eparchie:
- Eparchia di Belgorod
- Eparchia di Valujki
- Eparchia di Gubkin

Sede della metropolia è la città di Belgorod, il cui vescovo ha il titolo di "Metropolita di Belgorod e Staryj Oskol".